# Pierre Sorlin
Pour les articles homonymes, voir Sorlin.
Pierre Sorlin, né le 19 août 1933 à Bourg-en-Bresse et mort le 19 janvier 2025 à Paris,, est un critique de cinéma et historien français.

## Biographie
Pierre Sorlin naît le 19 août 1933 à Bourg-en-Bresse.
Agrégé d’histoire (1955), sa thèse de doctorat ès lettres est consacrée à Waldeck-Rousseau (1966). 
En février 1979, il fait partie des 34 signataires de la déclaration rédigée par Léon Poliakov et Pierre Vidal-Naquet pour démonter la rhétorique négationniste de Robert Faurisson.
Il est professeur émérite à l'Institut d'études et de recherches cinématographiques et audiovisuelles de l'université Paris-III.

## Publications
- Waldeck-Rousseau, Paris, Armand Colin, 1966, 590 p. (BNF 36254618)[9].
- La Croix et les Juifs : contribution à l'histoire de l'antisémitisme contemporain, Paris, Grasset, 1967, 346 p. (BNF 36255010)[10].